# Drosophila angor (artgrupp)
Drosophila angor är en monofyletisk artgrupp inom släktet Drosophila och undersläktet Drosophila. Artgruppen består av fem arter.

## Arter inom artgruppen
- Drosophila angor
- Drosophila ciliotarsa
- Drosophila fusus
- Drosophila hei
- Drosophila velox